# Euprenolepis
Euprenolepis is een geslacht van mieren uit de onderfamilie van de Formicinae (Schubmieren).

## Soorten
- E. echinata LaPolla, 2009
- E. maschwitzi LaPolla, 2009
- E. negrosensis (Wheeler, W.M., 1930)
- E. procera (Emery, 1900)
- E. thrix LaPolla, 2009
- E. variegata LaPolla, 2009
- E. wittei LaPolla, 2009
- E. zeta LaPolla, 2009